# لويس لاينغ
لويس لاينغ (بالإنجليزية: Louis Laing)‏ هو لاعب كرة قدم بريطاني، ولد في 6 مارس 1993 في نيوكاسل أبون تاين في المملكة المتحدة. شارك مع منتخب إنجلترا تحت 16 سنة لكرة القدم ومنتخب إنجلترا تحت 17 سنة لكرة القدم ومنتخب إنجلترا تحت 18 سنة لكرة القدم ومنتخب إنجلترا تحت 19 سنة لكرة القدم. أما مع النوادي، فقد لعب مع نادي سندرلاند ونادي ماذرويل وويكمب وندررز ونوتس كاونتي ونوتينغهام فورست.

## وصلات خارجية
- لويس لاينغ على موقع قاعدة بيانات كرة القدم.إي يو (الإنجليزية)
- لويس لاينغ على موقع Soccerbase.com (لاعب) (الإنجليزية)
- لويس لاينغ على موقع Soccerway.com (الإنجليزية)
- لويس لاينغ على موقع عالم كرة القدم.نت (الإنجليزية)
- لويس لاينغ على موقع AS.com (الإسبانية)